# 马尔科·赫里斯
马尔科·赫里斯，Marco Gerris，（1975年4月23日—）是一位比利时/荷兰籍的舞者、编舞家、劇場導演和艺术总监，具有菲律宾血统。
他是1978年被收养的第一批菲律宾儿童之一，且被送往比利时。他在布拉斯哈特长大，是当地少数几位肤色较深的孩子之一。他的大部分学业也在比利时完成：1985年至1991年就读于布拉斯哈特自由学校（Vrije School），1993年至1994年在安特卫普的赫尔曼·泰尔林克学院（Herman Teirlinck Instituut）接受演员培训，但随后因故离开，转而进入了利尔的高等舞蹈与舞蹈教育学院（Hoger Instituut voor Dans en Danspedagogie，1994-1996），但未完成学业。他在2025年自述为“一个调皮捣蛋的孩子，创造力和体育成绩优秀”。自小学起，他便尝试了各种艺术形式，包括小提琴、薩氏管、体操和柔道的课程，尽管这些都未能取得预期的成果；但是轮滑溜冰和滑板则成功吸引了他。最终，他从利尔的舞蹈班级出发，前往阿姆斯特丹，在那里他遇到了一个更为庞大的滑板运动群体，尤其是在他住址附近的馮德爾公園一带。
1997年，他作为演员参与了迪克·豪瑟（Dick Hauser）编导的音樂劇《无限！》（Eindeloos!），与丽莎贝斯·李斯特（Liesbeth List）和纳吉布·阿姆哈里（Najib Amhali）共同演出。2000年，他创立了舞蹈团体ISH Dance Collective，之后便进行了大量的表演，甚至登上了百老匯（2006年：4-ISH）。赫里斯将其表演风格形容为混合了嘻哈、舞蹈、芭蕾、跑酷、古典音乐和特技表演的艺术形式，名称“ISH”也因此而来，意指“像这样”。这种风格让他不得不为自己的艺术领域争取一席之地，尤其是要与传统艺术形式中的固有框架作斗争。
部分代表作品：
- 2025年：《嘻哈马戏团》（Hiphop Circus，一种结合芭蕾与杂技的跨界演出），在荷兰各地演出，并于梅尔福特剧院（De Meervaart）首演，随后在卡雷劇院进行两场演出。
- 2025年：《荒凉之地》（Het barre land）
- 2024年：《节奏与流动》（Rhythm & Flow，凭此作品荣获“天鹅奖”，最佳舞蹈制作）
- 2023年：《道里安》（Dorian，与荷兰国立芭蕾舞团合作）
- 2018年：《格林》（Grimm，改编自格林兄弟故事；与荷兰国立芭蕾舞团合作）
- 2016年：《自由式元素》（Elements of freestyle，与滑板运动员合作，这部作品成为了长期上演的剧目）
- 2015年：《纳尼亚》（Narnia，与荷兰国家芭蕾舞团的少年公司合作）
- 2011年：《是的，我们能跳舞——荷兰交响乐》（Yes, We Can Dance - Symfonieën der Nederlanden；与克劳迪奥·蒙特威尔第合作）

2009年，他获得了阿姆斯特丹艺术奖提名，2020年，凭借ISH舞蹈团获得了伯纳德亲王文化奖。
在2010/2011年赛季，他曾担任《你认为你能跳舞吗？》（So You Think You Can Dance）的评审。2024年，另一个亮点是他参与了阿姆斯特丹750周年庆典的启动演出，地点为Ziggo Dome，演出中还包括了荷兰的梅特罗波尔交响乐团。
赫里斯与特技演员及杂技师米卡·卡尔松（Micka Karlsson）结婚，两人育有一子，现居阿姆斯特丹新西區。其儿子也在年轻时就开始在父亲的舞蹈领域内演出。